# Glyphium
Glyphium är ett släkte av svampar. Enligt Catalogue of Life ingår Glyphium i familjen Mytilinidiaceae, ordningen Pleosporales, klassen Dothideomycetes, divisionen sporsäcksvampar och riket svampar, men enligt Dyntaxa är tillhörigheten istället klassen Eurotiomycetes, divisionen sporsäcksvampar och riket svampar.
|          | Zoggium                           |
|          |                                   |
|          | Taeniolella                       |
|          |                                   |
|          | Peyronelia                        |
|          |                                   |
|          | Camaroglobulus                    |
|          |                                   |
|          | Lophium                           |
|          |                                   |
|          | Quasiconcha                       |
|          |                                   |
|          | Mytilinidion                      |
|          |                                   |
|          | Actidium                          |
|          |                                   |
|          | Ostreichnion                      |
|          |                                   |
| Glyphium | \| \| Glyphium elatum \| \| \| \| |
|          | \| \| Glyphium elatum \| \| \| \| |
|          | Ostreola                          |
|          |                                   |
|          | Glyphium elatum                   |
|          |                                   |

|  | Glyphium elatum |
|  |                 |